# Athlītikos Syllogos Kastoria 1980
L'Athlītikos Syllogos Kastoria 1980 (in greco: Αθλητικός Σύλλογος Καστοριά 1980), più comunemente Kastoria e precedentemente nota come Athlītikos Gymnastikos Syllogos Kastorias Kastoria, è una società calcistica greca con sede nella città di Kastoria.
Ha partecipato alla massima serie nazionale tra il 1975 ed il 1983 e nel 1997. Nel 1980 ha conquistato la vittoria nella Coppa di Grecia battendo in finale l'Iraklis e quindi accedendo alla Coppa delle Coppe 1980-1981.
Attualmente milita nella Gamma Ethniki, la terza serie del campionato greco.

## Kastoria nelle coppe europee
| Stagione | Competizione      | Turno       | Nazione                     | Avversario     | Andata | Ritorno | Totale |
| -------- | ----------------- | ----------- | --------------------------- | -------------- | ------ | ------- | ------ |
| 1980-81  | Coppa delle Coppe | Primo turno | Unione Sovietica (bandiera) | Dinamo Tbilisi | 0-0    | 0-2     | 0-2    |

In grassetto le gare casalinghe

## Palmarès

### Competizioni nazionali
- Coppa di Grecia: 1

1979-1980
- Beta Ethniki: 1

1973-1974
- Gamma Ethniki: 2

1994-1995 (gruppo 2), 2003-2004

### Altri piazzamenti
- Coppa di Grecia:

Semifinalista: 2003-2004
- Supercoppa di Grecia:

Finalista: 1980
- Beta Ethniki:

Terzo posto: 1995-1996
- Delta Ethniki:

Secondo posto: 1991-1992 (gruppo 11)
Terzo posto: 2001-2002 (gruppo 3)